# 彭華 (明朝)
彭華（1432年12月2日—1496年11月10日），字彥實，江西安福縣人，明朝政治人物。

## 生平
大學士彭時之族弟，景泰五年（1454年）甲戌科會試第一。改翰林院庶吉士，授翰林院編修。參與編修《大明一統志》。《英宗實錄》成，升侍讀，充經筵講官，進日講起居注官，升翰林院侍讀學士，署詹事府事。太子朱祐樘出閣，侍講讀，不久掌翰林院事，升詹事府詹事，再兼翰林院學士。《文革大訓》成，加從二品俸。成化二十一年（1485年），升吏部左侍郎，仍兼翰林院學士，入內閣參預機務。半年後得疾，遂進太子少保、禮部尚書，輿歸其鄉。
弘治九年十月六日（1496年11月10日）卒，贈資政大夫、太子少傅，諡文思。
彭華為人深沉陰險，善用小人計謀，善於暗中批評他人的短處缺點，與當時萬安、李孜省齊名，為萬安一黨，兩人合作排除異己劉珝及王恕、馬文升、秦紘、耿裕。

## 評價
明宪宗：卿以明达之资，博雅之学，发身科第，擢任翰林，历跻学士、詹事，以至今官，盖三十有四年。而于纂书史，典文衡，日侍讲读，辅导储副，咸克祗承，所事劳效良多。朕方眷注老成，晋居内阁，期有所裨益也。曾未几时，而卿婴疾，医疗弗瘳，恳乞归田，欲就安闲，以便调摄。固先哲王求旧之义不能忘，奈卿思家养痾之情不可拂。
焦芳等：华自少资性警敏，乡人奇之。入官翰林，才名颇著。平居寡言笑，及论办古书疑义，事当成败，多奇中。为文章严整，其峭厉如其性然。为人俭谲，用数深机莫测，人与之异，或上之者，必为倾排。
李东阳：国家置文渊阁，预阁事者迄今仅三十余人。其二人出安福彭氏，少保赠太师文宪先生，以状元自正统末历天顺、成化凡再入，前后二十年。其族弟文思公以省元在成化末始入，才阅岁得告归，又十年而卒。
张廷玉等：深刻多计数，善阴伺人短，与安、孜省比。